# Thomas Durant
Thomas Clark Durant (Lee, 1820. február 6. – Warren megye, 1885. október 5.) amerikai orvos, üzletember és befektető. Ő volt a Union Pacific Railroad (UP) alelnöke 1869-ben, amikor a vasút a Central Pacific Railroaddal találkozott Promontory Summitnál, Utah állam területén. Ő hozta létre azt a pénzügyi struktúrát, amely a Crédit Mobilier-botrányhoz vezetett. Érdeklődött az Adirondacks-i szállodákban, és egykor az Idler nevű jacht tulajdonosa volt.
Sikeresen épített vasutakat a Középnyugaton, és miután egy 1862-es kongresszusi törvény létrehozta a Union Pacific Railroadot, John A. Dixet választották a vállalat elnökévé, Durantot pedig alelnökévé. Durant magára vállalta az irányítás és a pénzszerzés terhét - és mivel sok pénz állt a rendelkezésére, segített elérni, hogy 1864-ben elfogadjanak egy törvényt, amely növelte a vasút földtámogatásait és kiváltságait. Megszervezte és eleinte irányította a Crédit Mobilier of America-t, de 1867-ben elvesztette a vállalat irányítását Oliver és Oakes Ames testvérekkel szemben. Durant azonban továbbra is a Union Pacific igazgatóságában maradt, és dühösen forszírozta a vasút építését, amíg az 1869. május 10-én össze nem ért a Central Pacific Railroad vágányaival. Az Ames-csoport ekkor elérte a felmentését.